# Ааусерра Апопи
Ааусерра Апопи — фараон Древнего Египта, правивший приблизительно в 1581—1541 годах до н. э. Представитель XV династии (Второй переходный период).

## Правление

### Артефакты царствования
Считается самым могущественным (наряду с Хианом) фараоном-гиксосом. 
Апопи подарил храму в Гебелейне, расположенному в нескольких километрах вверх по течению от Фив, ворота, гранитная перемычка которых с вырезанным на ней его именем была найдена там в ходе археологических раскопок. Надпись на перемычке гласит: «Сын Ра, Апопи, да живёт от вечно… он [сделал] много древков с флагами и бронзовые двери для своего бога». Алебастровая ваза, посвящённая дочери Апопи царице Херит, кажется, передавалась в Фивах из поколения в поколение, пока не была захоронена в гробнице царя XVIII династии Аменхотепа I. Возможно эта дочь гиксоского царя была выдана за фиванского царевича и, таким образом, стала прародительницей фиванских фараонов Нового царства. В Дендера найден систр с надписью Апопи, а в Нижней Нубии — скарабей с вырезанным на нём именем сына царя по имени Апопи. Его отцом мог быть правитель, о котором сейчас идёт речь. В Файюме была обнаружена палетка с обоими именами царя — Ааусера Апопи, — хранящаяся в настоящее время в Берлине; в Каирском музее находится фрагмент диоритовой ступки. В Кахуне найдена деревянная печать, которая также, вероятно относится ко времени его правления. Скарабеи с вырезанным на них именем правителя были обнаружены в Телль-эль-Яхудии, в Гуробе (Файюм) и в Гебету (Коптосе). Но наиболее ценным артефактом, созданным в период царствования Апопи, является математический папирус Ринда, в котором сказано, что его текст был скопирован писцом по имени Яхмес на 33-м году правления царя Апопи с более древнего папируса, составленного во время царствования Аменемхета III. Источник, хранящийся в настоящее время в Британском музее, посвящён ряду арифметических проблем, связанных с определением объёма и площади.

### Война с Фиванским царством
Ближе к концу правления Апопи египтяне начали борьбу против гиксосов  под предводительством гордых и воинственных правителей Фив, как это бывало и в другие эпохи египетской истории. Отголоски событий, послуживших поводом к началу боевых действий, сохранились во фрагментарно дошедшей до нас легенде Нового царства (так называемый папирус Саллье I, датируется эпохой Мернептаха, теперь в Британском музее, инв. № 10185). Из этого документа видно, что весь Египет находился в подчинённом положении к гиксосам и платил им дань:

«Так случилось, что страна Египет была в беде и не было владыки, (в качестве) царя (в то) время. И когда это произошло, царь Секененра был правителем южного города (Фивы). (Однако) беда (находилась) в городе азиатов; правитель Апопи пребывал в Аварисе, и вся земля платила ему дань своими продуктами (?) в полном объёме (?), так же как и всеми прекрасными вещами Египта. Царь Апопи взял себе Сутеха в качестве господина и не служил никакому другому богу, который существовал во всей земле, кроме Сутеха. И он построил храм прекрасной, долговечной работы рядом с [дворцом] царя, и он поднимался [каждый] день, чтобы ежедневно приносить жертву: [скотом] Сутеху, и сановники [его величества] несли гирлянды цветов точно так, как (это) делается (в) храме Ра-Горахте. Теперь, что касается [царя Апопи], его желанием было [нанести] обиду царю Секененра — правителю южного города».
Далее рассказывается, что гиксоский царь Апопи написал фиванскому фараону Секененра послание о том, что ему в его столице Аварисе мешают спать бегемоты, живущие в пруду под Фивами, на расстоянии 800 км от Авариса. Видно, Апопи хотел воспользоваться этим нелепейшим предлогом, чтобы начать войну с Фиванским царством, как последним оплотом египетской независимости. Секененра возмущён этим и созывает совет вельмож, чтобы написать достойный ответ гиксоскому царю. Дальнейший ход событий неизвестен из-за того, что конец папируса не сохранился. Хотя этот рассказ имеет фольклорную основу и не может рассматриваться как исторический документ, но он действительно указывает, что народная память сохранила следы конфликта между Апопи и Секененра.
Хотя папирус (вернее, сохранившаяся его часть) не говорит ни о каких сражениях, а касается только словесной перебранки между фараонами, но кажется, эта переписка действительно переросла в военный конфликт. Манефон сообщает только о том, что «цари Фив и других номов Египта устроили восстание против гиксосов, и между ними началась продолжительная и ожесточённая война». Вероятно, во время одного из сражений с гиксосами Секененра, судя по многочисленным ужасным ранам, следы которых сохранились на его мумии, был убит.
Война продолжилась со следующим фиванским царём — Камосом. Последний на третьем году своего правления двинул свои войска на север по течению Нила, разоряя города верные гиксосам и свергая в них правителей, поддерживающих власть Ааусерра Апопи. Что противником Камоса выступал именно гиксоский царь Ааусерра Апопи становится ясно из стелы Камоса, где в частности рассказывается о захвате посла гиксоского царя посланного в Нубию с целью заключения союза против Камоса:

«Я захватил его посла выше [южнее?] оазиса, двигавшегося в южном направлении в Куш с письменным посланием. Нашёл я в нём следующее в виде записи рукой властителя Авариса: „Ааусерра, сын Ра, Апопи приветствует моего сына, властителя Куша. Почему ты стоишь властителем, но не уведомляешь меня? Разве ты не видишь того, что содеяно Египтом против меня. Властитель, что в нём (Египте), Камос-кен, одаренный жизнью, гонит меня из моих земель. Не нападал я на него, подобно тому как он делал против тебя. Обрёк он на нищету обе земли: мою страну и твою страну. Он разорил их. Ступай же на север без промедления. Смотри, он здесь у меня и нет никого [кто бы встал] на тебя в Египте. Смотри, я не дам ему пути, до тех пор пока ты не придёшь. Тогда мы разделим города, что в Египте, [между собой]… в радости“».
Продвинувшись до XVII (Кинопольского) верхнеегипетского нома и, видимо, всё же опасаясь вероятного вторжения нубийцев, Камос повернул назад и вернулся в Фивы. Вскоре, после этого, Ааусерра Апопи, который процарствовал около 40 лет, умер.
Начиная с 1960-х практически все исследователи сходятся в том, что среди царей XV династии был только один Апопи, который за своё долгое правление носил поочерёдно три разных тронных имени: Ааусерра, Аакененра и Небхепешра. Однако убедительных аргументов, которые бы опровергали представление о трёх отдельных царях Апопи, выдвинуто не было.

## Имена Ааусерра Апопи
Взойдя на престол он принял тронное имя Ааусерра, «Великий и могущественный бога солнца», а его личным именем (следовавшем за титулом «сын Ра») было Апопи, имевшее скорее египетское, нежели семитское происхождение. Имя «Апопи» восходит к имени Апопа, считавшегося в мифологии Древнего Египта гигантским змеем, противником Ра.
| G5 |

| G5 |

| S29 | R4 · X1 · Q3 | HASH |

| S29 | R4 · X1 · Q3 | HASH |

| nswt&bity |

| nswt&bity |

| N5 | O29 · Z1 | D36 · Y1 |

| N5 | O29 · Z1 | D36 · Y1 |

| S29 |

| S29 |

| N5 | O29 · Z1 | D36 · Y1 |

| N5 | O29 · Z1 | D36 · Y1 |

| S29 |

| S29 |

| N5 | O29 · Z1 | D36 · Y1 |

| N5 | O29 · Z1 | D36 · Y1 |

| S29 |

| S29 |

| N5 | O29 · Z1 | D36 · Y1 |

| N5 | O29 · Z1 | D36 · Y1 |

| S29 |

| S29 |

| N5 | O29 · Z1 | D36 · Y1 |

| N5 | O29 · Z1 | D36 · Y1 |

| S29 |

| S29 |

| N5 | O29 · Z1 | D36 · Y1 |

| N5 | O29 · Z1 | D36 · Y1 |

| S29 |

| S29 |

| N5 | O29 · Z1 | D36 · Y1 |

| N5 | O29 · Z1 | D36 · Y1 |

| S29 |

| S29 |

| N5 | O29 · Z1 | D36 · Y1 |

| N5 | O29 · Z1 | D36 · Y1 |

| S29 |

| S29 |

| N5 | O29 | F12 |

| N5 | O29 | F12 |

| N5 | O29 | F12 |

| N5 | O29 | F12 |

| N5 | O29 | F12 |

| N5 | O29 | F12 |

| N5 | O29 | F12 |

| N5 | O29 | F12 |

| S38 | N29 · Y1 · N35 | O6 · X1 | D56 | X1 · N25 | N5 | O29 · D36 | F12 | S29 |

| S38 | N29 · Y1 · N35 | O6 · X1 | D56 | X1 · N25 | N5 | O29 · D36 | F12 | S29 |

| G39 | N5 |

| G39 | N5 |

| M17 | A2 | Q3 · Q3 | M17 |

| M17 | A2 | Q3 · Q3 | M17 |

| M17 | A2 | Q3 · Q3 | M17 |

| M17 | A2 | Q3 · Q3 | M17 |

| M17 | A2 | Q3 · Q3 | M17 |

| M17 | A2 | Q3 · Q3 | M17 |

| M17 | A2 | Q3 · Q3 | M17 |

| M17 | A2 | Q3 · Q3 | M17 |

| G39 | N5 | M17 | A2 | Q3 · Q3 | M17 | A14 |

| G39 | N5 | M17 | A2 | Q3 · Q3 | M17 | A14 |

| M17 | A2 | Q3 · Q3 |

| M17 | A2 | Q3 · Q3 |

| M17 | Q3 · Q3 |

| M17 | Q3 · Q3 |

| M17 | Q3 · Q3 |

| M17 | Q3 · Q3 |

| M17 | Q3 · Q3 |

| M17 | Q3 · Q3 |

| M17 | Q3 · Q3 |

| M17 | Q3 · Q3 |

| Ca1 | M17 | A2 | Q3 | Q3 | M17 | M17 | A50 | Ca2 |

| Ca1 | M17 | A2 | Q3 | Q3 | M17 | M17 | A50 | Ca2 |

## Культурное влияние
Царь гиксосов с таким именем присутствует в романах «Чародей» Уилбура Смита, «Владычица Зари» Генри Хаггарда и «Кольцо времён» Анны Сешт и Хельги Воджик. Однако не представляется возможным соотнести персонажей и событий в романах с конкретными персонажами и событиями в истории. Гораздо ближе к известной исторической реальности роман Нагиба Махфуза «Война в Фивах» и трилогия Кристиана Жака «Гнев Богов», в которых Апопи — один из главных действующих лиц.